# Buštěhrad
Buštěhrad là một thị trấn thuộc huyện Kladno, vùng Středočeský, Cộng hòa Séc.